# Robert Howe (Diplomat)

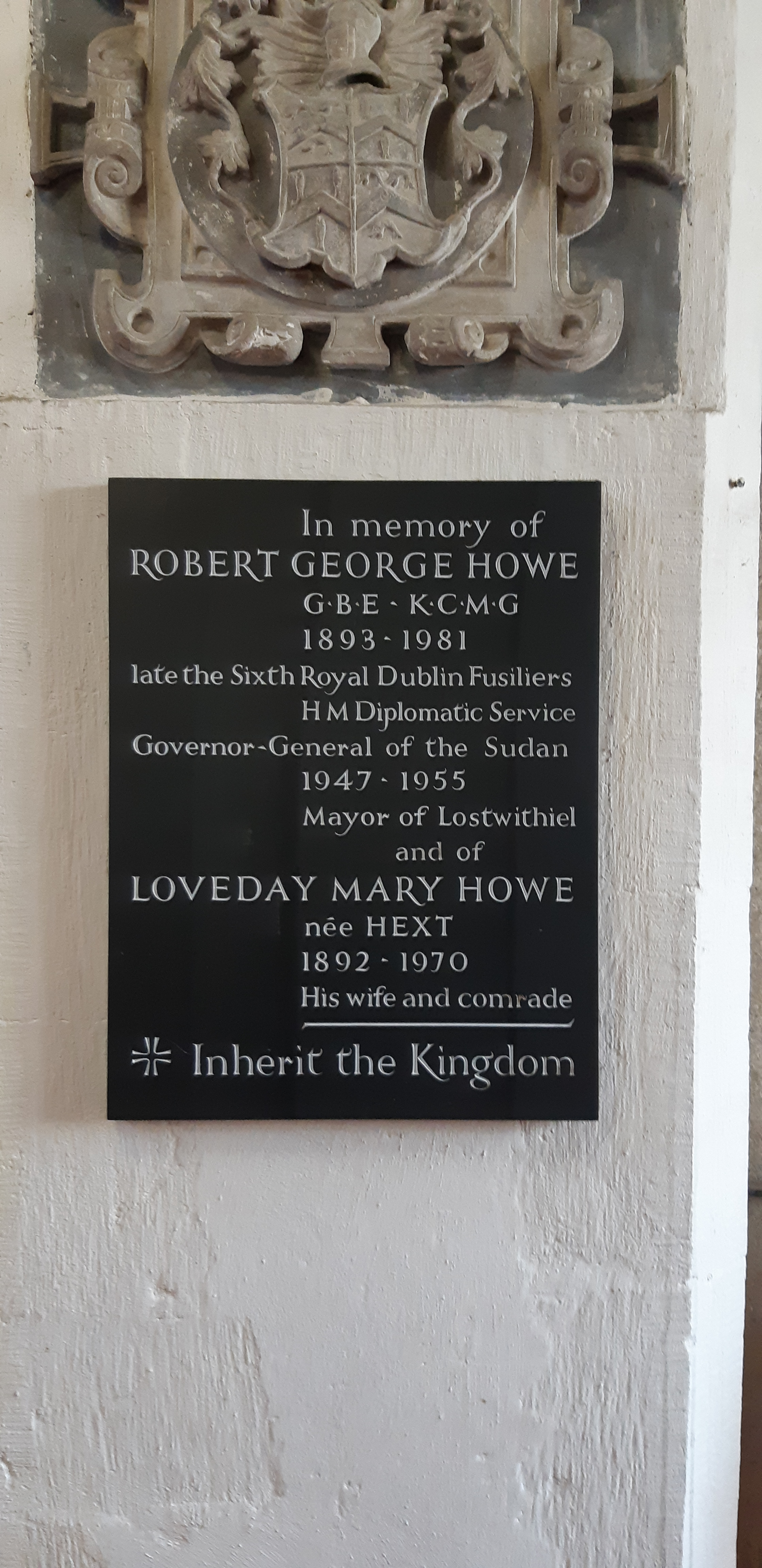
Gedenktafel Robert für George Howe und seiner Frau Loveday Mary Howe in der Pfarrkirche St. Bartholomew, Lostwithiel, Cornwall, Vereinigtes Königreich

Sir Robert George Howe (* 19. September 1893; † 22. Juni 1981) war ein britischer Diplomat. Er amtierte unter anderem als Generalgouverneur des Sudans von 1947 bis 1954.

## Leben und Tätigkeit
Nach dem Besuch der Derby School und dem Studium am St. Catharine’s College der Universität Cambridge trat er 1919 in den britischen diplomatischen Dienst ein: Nach dem Bestehen der Eingangsprüfung wurde er am 19. September 1919 offiziell als Diplomat bestallt und zum 1. Oktober 1919 im Rang eines Sekretärs 3. Klasse in den Diplomatischen Dienst aufgenommen.
1920 gehörte er der britischen Botschaft in Kopenhagen im Rang eines Sekretärs im diplomatischen Dienst 3. Klasse an. Nachdem er am 15. Dezember 1920 in den Rang eines Sekretärs 2. Klasse befördert worden war, verblieb er noch bis 1922 auf seinem Posten in Kopenhagen. Anschließend gehörte er den britischen Vertretungen in Belgrad (1922–1924) und Rio de Janeiro (1924–1926) an, wo er 1926 in den Rang eines Sekretärs 1. Klasse befördert wurde.
Von 1926 bis 1929 gehörte Howe der britischen Vertretung in Bukarest im Rang eines 1. Sekretärs an. Anschließend wurde er von 1930 bis 1934 im Londoner Foreign Office betätigt. Danach war er von 1934 bis 1936 geschäftsführender Rat bei der britischen Vertretung in Peking. Im März 1938 wurde er ins Foreign Office zurückversetzt, wo er bis 1940 die Abteilung für den Fernen Osten leitete.
1940 wurde Howe zum Vertreter der britischen Regierung in Lettland ernannt. Auf diesem Posten blieb er bis 1942. Diese Stellung brachte ihn ins Visier der nationalsozialistischen Polizeiorgane, die ihn als wichtige Zielperson einstuften: Im Frühjahr 1940 setzte das Reichssicherheitshauptamt in Berlin ihn auf die Sonderfahndungsliste G.B., ein Verzeichnis von Personen, die im Falle einer erfolgreichen Invasion und Besetzung der britischen Inseln durch die Wehrmacht von den Besatzungstruppen nachfolgenden Sonderkommandos der SS mit besonderer Priorität ausfindig gemacht und verhaftet werden sollten.
Von 1942 bis 1945 amtierte Howe als Vertreter der britischen Regierung in Abessinien.
1945 wurde Howe zu einem von mehreren beigeordneten Unterstaatssekretären (Assistant Under-Secretary of State) des britischen Foreign Office ernannt.
Den Höhepunkt seiner Karriere erreichte Howe im April 1947 mit der Ernennung zum britischen Generalgouverneur im Sudan als Nachfolger von Hubert Huddleston. Diesen Posten hatte er bis zu seiner Pensionierung im Juli 1955 inne. Während seiner Zeit im Sudan verwaltete er die schrittweise Dekolonisierung des afrikanischen Staates und bereitete seine Entlassung in die Unabhängigkeit vor. Zu diesem Zweck stand er dem Exekutivrat des Sudans vor, der sich aus britischen und sudanesischen Vertretern zusammensetzte, und dem die Vorbereitung des Übergangs zu einer Selbstregierung des Landes oblag. Im Gefolge der Parlamentswahlen des Sudans im Jahr 1953 präsidierte Howe über die Eröffnung des ersten sudanesischen Parlamentes im Januar 1954. Während die Sudanesen die Etablierung eines eigenen Parlaments als einen ersten Schritt auf dem Weg zur Erreichung ihrer Unabhängigkeit sahen verfolgte Howe mit dieser Maßnahme vor allem die Schwächung des ägyptischen Einflusses auf den Staat, der sich aus der mit der Schaffung eines eigenen Parlamentes ergebenden Aufbrechung des bis dahin bestehenden britisch-ägyptischen Kondominiums über den Sudan ergab. Howes Nachfolger als Generalgouverneur wurde Alexander Knox Helm.
Als Pensionär bekleidete Howe von 1955 bis 1968 den Posten eines Friedensrichters (Justice of the Peace) in Cornwall.

## Familie
Howe war seit 1919 mit Loveday Mary Hext verheiratet, mit der er einen Sohn hatte.